# Futbol'nyj Klub Kuban' 2014-2015
Questa voce raccoglie le informazioni riguardanti il Futbol'nyj Klub Kuban' nelle competizioni ufficiali della stagione 2014-2015.

## Stagione
In campionato la squadra finì decima, mentre in coppa di Russia giunse fino alla finale dove fu sconfitta dalla Lokomotiv Mosca.

## Rosa
| N. |                                 | Ruolo | Calciatore      |
| -- | ------------------------------- | ----- | --------------- |
| 2  | Moldavia (bandiera)             | D     | Igor Armaș      |
| 4  | Brasile (bandiera)              | D     | Xandão          |
| 7  | Russia (bandiera)               | C     | Vladislav Kulik |
| 8  | Russia (bandiera)               | C     | Artur Tlisov    |
| 9  | Russia (bandiera)               | C     | Arsen Chubulov  |
| 10 | Burkina Faso (bandiera)         | C     | Charles Kaboré  |
| 11 | Romania (bandiera)              | A     | Gheorghe Bucur  |
| 13 | Russia (bandiera)               | P     | Evgeni Pomazan  |
| 14 | Bosnia ed Erzegovina (bandiera) | D     | Toni Šunjić     |
| 17 | Ghana (bandiera)                | C     | Mohammed Rabiu  |

| N. |                       | Ruolo | Calciatore         |
| -- | --------------------- | ----- | ------------------ |
| 18 | Russia (bandiera)     | C     | Vladislav Ignat'ev |
| 20 | Portogallo (bandiera) | A     | Hugo Almeida       |
| 22 | Russia (bandiera)     | C     | Anton Sosnin       |
| 23 | Russia (bandiera)     | P     | Aleksandr Belenov  |
| 25 | Paraguay (bandiera)   | C     | Lorenzo Melgarejo  |
| 38 | Russia (bandiera)     | D     | Andrey Eshchenko   |
| 43 | Russia (bandiera)     | D     | Roman Bugaev       |
| 71 | Bulgaria (bandiera)   | C     | Ivelin Popov       |
| 77 | Russia (bandiera)     | C     | Sergej Tkačëv      |
| 99 | Senegal (bandiera)    | A     | Ibrahima Baldé     |

## Risultati

### Campionato
| Krasnodar 3 agosto 2014 1ª giornata | Kuban' | 2 – 0 referto | Ufa | Stadio Kuban' |

| Krasnodar 8 agosto 2014 2ª giornata | Kuban' | 2 – 2 referto | Rostov | Stadio Kuban' |

| Saransk 15 agosto 2014 3ª giornata | Mordovija | 0 – 0 referto | Kuban' | Start Stadion |

| Krasnodar 18 agosto 2014 4ª giornata | Kuban' | 1 – 0 referto | Amkar Perm' | Stadio Kuban' |

| Krasnodar 24 agosto 2014 5ª giornata | Kuban' | 2 – 1 referto | Lokomotiv Mosca | Stadio Kuban' |

| Tula 30 agosto 2014 6ª giornata | Arsenal Tula | 0 – 1 referto | Kuban' | Stadio Arsenal |

| Groznyj 15 settembre 2014 7ª giornata | Terek Groznyj | 0 – 0 referto | Kuban' | Achmat-Arena |

| Krasnodar 20 settembre 2014 8ª giornata | Kuban' | 2 – 1 referto | Rubin | Stadio Kuban' |

| Chimki 28 settembre 2014 9ª giornata | Dinamo Mosca | 2 – 2 referto | Kuban' | Arena Chimki |

| Chimki 18 ottobre 2014 10ª giornata | CSKA Mosca | 6 – 0 referto | Kuban' | Arena Chimki |

| Ramenskoe 25 ottobre 2014 11ª giornata | Torpedo Mosca | 0 – 0 referto | Kuban' | Saturn Stadium |

| Krasnodar 2 novembre 2014 12ª giornata | Kuban' | 3 – 3 referto | Spartak Mosca | Stadio Kuban' |

| Ekaterinburg 7 novembre 2014 13ª giornata | Ural | 0 – 1 referto | Kuban' | Stadio Centrale di Kazan' |

| San Pietroburgo 22 novembre 2014 14ª giornata | Zenit San Pietroburgo | 1 – 0 referto | Kuban' | Stadio Petrovskij |

| Krasnodar 29 novembre 2014 15ª giornata | Kuban' | 1 – 1 referto | Torpedo Mosca | Stadio Kuban' |

| Krasnodar 3 dicembre 2014 16ª giornata | Kuban' | 1 – 1 referto | Krasnodar | Stadio Kuban' |

| Krasnodar 6 dicembre 2014 17ª giornata | Kuban' | 0 – 1 referto | CSKA Mosca | Stadio Kuban' |

| Krasnodar 9 marzo 2015 18ª giornata | Kuban' | 0 – 0 referto | Mordovija | Stadio Kuban' |

| Rostov sul Don 16 marzo 2015 19ª giornata | Rostov | 2 – 1 referto | Kuban' | Stadio Olimp-2 |

| Krasnodar 22 marzo 2015 20ª giornata | Kuban' | 1 – 0 referto | Terek Groznyj | Stadio Kuban' |

| Mosca 4 aprile 2015 21ª giornata | Spartak Mosca | 1 – 1 referto | Kuban' | Otkrytie Arena |

| Krasnodar 8 aprile 2015 22ª giornata | Kuban' | 0 – 2 referto | Ural | Stadio Kuban' |

| Krasnodar 11 aprile 2015 23ª giornata | Krasnodar | 3 – 2 referto | Kuban' | Stadio Kuban' |

| Krasnodar 19 aprile 2015 24ª giornata | Kuban' | 0 – 0 referto | Zenit San Pietroburgo | Stadio Kuban' |

| Perm' 24 aprile 2015 25ª giornata | Ufa | 3 – 2 referto | Kuban' | Stadio Zvezda |

| Krasnodar 3 maggio 2015 26ª giornata | Kuban' | 1 – 2 referto | Dinamo Mosca | Stadio Kuban' |

| Kazan' 8 maggio 2015 27ª giornata | Rubin | 1 – 0 referto | Kuban' | Stadio Rubin |

| Perm' 16 maggio 2015 28ª giornata | Amkar Perm' | 1 – 0 referto | Kuban' | Stadio Zvezda |

| Mosca 25 maggio 2015 29ª giornata | Lokomotiv Mosca | 1 – 1 referto | Kuban' | Stadio Lokomotiv |

| Krasnodar 30 maggio 2015 30ª giornata | Kuban' | 5 – 1 referto | Arsenal Tula | Stadio Kuban' |

### Coppa di Russia
| Kaliningrad 24 settembre 2014 Sedicesimi di finale | Baltika | 1 – 2 referto | Kuban' | Stadio Baltika |

| Krasnodar 29 ottobre 2014 Ottavi di finale | Kuban' | 3 – 0 referto | Tosno | Stadio Kuban' |

| Krasnodar 2 marzo 2015 Quarti di finale | Kuban' | 1 – 0 referto | Mordovija | Stadio Kuban' |

| Krasnodar 29 aprile 2015 Semifinale | Kuban' | 1 – 0 referto | CSKA Mosca | Stadio Kuban' |

| Arbitro: | Bezborodov |

|                                             |           |              |
| Niasse 73’ Boussoufa 104’ Al. Mirančuk 111’ | Marcatori | 28’ Ignatyev |